# 王政 (明朝)
王政（1561年—？），字正之，號德白，山西汾州孝義縣人，民籍，明朝政治人物。

## 生平
萬曆十年（1582年）壬午科山西鄉試第四十三名，萬曆十一年（1583年）聯捷癸未科會試第三百二十七名，登三甲第一百一十七名進士。兵部觀政，本年出任河南宜阳县知县，万历十三年（1585年），调繁直隶清苑县，以不阿权贵为人所知，纂修《清苑县志》。十七年行取，二十一年选授刑部主事，二十五年养病。

## 家族
曾祖王得雄；祖父王寧；父王廷言。前母張氏；母張氏。具庆下。弟王道。